# Cris Morena Group
Cris Morena Group é uma produtora de conteúdos para a televisão argentina criada por Cris Morena em 2002.
Após anos de dedicação ao canal argentino Telefe, a produtora e empresária iniciou as atividades com a novela Rebelde Way e a partir disso desenvolveu vários meios de trabalhos e hoje destaca-se no mercado televisivo, entre um dos melhores da América Latina. A produtora fechou suas portas em 2010, pelo motivo de Cris se afastar por tempo indeterminado da televisão, ainda abalada pela morte de sua filha, Romina Yan. Recuperada, mas com saudades, Cris Morena produz a série Aliados, com o mesmo tema de Casi Ángeles adaptada em outra história. A série foi um sucesso e durou 2 temporadas. Há 2 anos Cris Morena escreve uma novela intitulada provisoriamente de Social Web, onde a história se passa em um futuro onde a internet domina tudo e todos, 6 jovens são sugados de um computador para um plano virtual onde eles terão que enfrentar dificuldades como fome e frio. Até que aparece uma mulher chamada Yan, ela irá salvá-los e ensiná-los o lado bom da vida e o que tinha antes da tecnologia: Música e Dança. A novela está prevista para iniciar suas gravações em 2018 sob o selo Telefe, e pela primeira vez, parceria com a Televisa
Seus principais parceiros são Disney Channel, Dori Media Group, Televisa, Warner, RGB Entertainment,Telefe, além de sua própria emissora de tv fechada internacional denominada Yups Channel no ar partir 2011 e encerrado em 2015.

## Produtos

### Televisão
Estas são algumas das produções realizadas e distribuídas pela empresa
- 1995: Chiquititas
- 1998: Verano del '98
- 2002: Rebelde Way
- 2003: Rincón de Luz
- 2004: Floricienta
- 2005: Amor Mío
- 2006: Chiquititas
- 2006: Alma Pirata
- 2007: Casi Ángeles
- 2008: Casi Ángeles II
- 2008: B&B
- 2009: Casi Ángeles III
- 2010: Casi Ángeles IV
- 2010: Jake & Blake
- 2013: Aliados (seriado)
- 2014: Aliados 2ª Temporada'

### Cinema
- 2002: Chiquititas: Rincón de Luz
- 2004: Erreway: 4 caminos

### Teatro
- 1996: Chiquititas
- 1997: Chiquititas
- 1998: Chiquititas
- 1999: Chiquititas
- 2000: Chiquititas
- 2001: Chiquititas
- 2002: Rebelde Way
- 2003: Rincón de Luz (apenas em Israel)
- 2004: Floricienta
- 2005: Floricienta
- 2006: Floricienta
- 2006: Chiquititas
- 2007: Chiquititas
- 2007: Casi Ángeles
- 2008: Casi Ángeles
- 2009: Casi Ángeles
- 2010: Despertar de Primavera
- 2010: Casi Ángeles